# Кольонія-Бистшиця
Кольонія-Бистшиця (пол. Kolonia Bystrzyca) — село в Польщі, у гміні Нємце Люблінського повіту Люблінського воєводства.
Населення — 64 особи (2011).

## Демографія
Демографічна структура станом на 31 березня 2011 року:
|          | Загалом | Допрацездатний вік | Працездатний вік | Постпрацездатний вік |
| -------- | ------- | ------------------ | ---------------- | -------------------- |
| Чоловіки | 33      | 9                  | 20               | 4                    |
| Жінки    | 31      | 11                 | 13               | 7                    |
| Разом    | 64      | 20                 | 33               | 11                   |